# 朗維爾 (加利福尼亞州)
朗維爾（英語：Longville）是位於美國加利福尼亞州普盧默斯縣的一個非建制地區。該地的面積和人口皆未知。

## 地理
朗維爾的座標為39°08′52″N 121°14′41″W / 39.14778°N 121.24472°W，而該地的平均海拔高度為1341米（即4400英尺）。